# Kimula cokendopheri
Kimula cokendopheri is een hooiwagen uit de familie Minuidae.